# Набура, Павел Федотович
Павел Федотович Набура (1924 , село Куна Гайсинского района Винницкой области — ?) — украинский советский деятель, комбайнер колхоза имени Ленина Гайсинского района Винницкой области. Депутат Верховного Совета СССР 5-6-го созывов.

## Биография
Родился в крестьянской семье.
В марте 1944—1946 годах — в Советской Fрмии, участник Великой Отечественной войны. Служил пулеметчиком 500-го отдельного пулеметно-артиллерийского батальона 159-го Днестровского укрепленного района 40-й армии 2-го Украинского фронта.
В 1946—1958 годах — рабочий сахарного завода; комбайнер Гайсинской машинно-тракторной станции (МТС) Гайсинского района Винницкой области.
С 1958 года — комбайнер, звеньевой-комбайнер колхоза имени Ленина села Куна Гайсинского района Винницкой области.
Член КПСС с 1959 года. Образование среднее специальное.
Потом — на пенсии.

## Награды
- орден Трудового Красного Знамени (26.02.1958)
- орден Отечественной войны II ст. (6.04.1985)
- ордена
- медаль «За отвагу» (2.11.1944)
- медали